# فك ترميز
استنباط المعمى أو استنباط الكتاب المعمى أو فك الترميز في علم اللغة مصطلح يشير إلى اكتشاف معنى النصوص المكتوبة بلغات أو نصوص قديمة أو غير مفهومة. في علم التشفير يشير المصطلح إلى فك التشفير. أحياناً يستخدم المصطلح بشكل ساخر الحياة اليومية لوصف محاولات قراءة الكلام المكتوب بخط ردئ. في علم الوراثة، يشير المصطلح للمحاولات الناجحة التي تمت لفهم الحمض النووي، والذي يُنظر إليه مجازاً كنص يحتوي على وحدات تشبه الكلمات. في فروع العلم المختلفة يشير المصطلح إلى عملية فهم الظواهر البيولوجية والكيميائية كمثال.

## اللغات القديمة
في حالات قليلة كان وجود قطعة أثرية متعددة اللغات سبباً لتسهيل فك الترميز،وحجر رشيد هو المثال الأشهر. يمكن أيضاً استخدام التقنيات الإحصائية مسارًا لفك الترميز، كما حدث مع تحليل اللغات الحديثة المشتقة من اللغات القديمة التي كُتبت بها النصوص المجهول كيفية ترميزها. المعلومات الأثرية والتاريخية مفيدة في التحقق من صحة عمليات فك الترميز.

## قائمة بعلماء قاموا بفك ترميز لغات
| اسم الباحث                                          | فك تشفير البرنامج النصي                                            |
| --------------------------------------------------- | ------------------------------------------------------------------ |
| ماغنوس سيلسيوس                                      | رونية بلا خط رأسي                                                  |
| جون أولافسون من جرونافيك                            | رونية مشفرة                                                        |
| جان جاك بارتليمي                                    | أبجدية تدمرية                                                      |
| جان جاك بارتليمي                                    | الأبجدية الفينيقية                                                 |
| جان فرانسوا شامبليون                                | الهيروغليفية المصرية                                               |
| جورج فريدريش غروتفيند، أوجين بورنوف، وهنري رولينسون | الكتابة المسمارية الفارسية القديمة                                 |
| مانويل جوميز مورينو                                 | نص إيبيري شمالي شرقي                                               |
| جيمس برينسيب                                        | براهمي، خروستي                                                     |
| إدوارد هينكس                                        | الكتابة المسمارية لبلاد ما بين النهرين                             |
| Bedřich Hrozn                                       | المسمارية الحيثية                                                  |
| فيلهلم تومسن                                        | تركي قديم                                                          |
| جورج سميث وصمويل بيرش وآخرون.                       | قبرصية مقطعية [الإنجليزية]                                         |
| هانز باور وإدوار بول دورم                           | الأبجدية الأوغاريتية                                               |
| Wang Yirong وLiu E وS Yn Yíràng وآخرون.             | أوراكل بون سكربت                                                   |
| مايكل فينتريس وجون تشادويك وأليس كوبر               | نظام خطي ب                                                         |
| يوري كنوروزوف وتاتيانا بروسكورياكوف وآخرون.         | مايا                                                               |
| جان أولوف تجادر                                     | "" النص الافتتاحي الموسع " لرافينا (البديل من الأبجدية اللاتينية ) |
| زازا أليكسيدزه                                      | الأبجدية الألبانية القوقازية                                       |

### نصوص مفككة
- المسمارية
- الهيروغليفية المصرية
- نظام خطي ب
- المايا

### كتابات لم يُفك ترميزها
- رونجورونجو
- نص إندوس
- نظام خطي أ

### نصوص غير مفككة
- قرص الفايستوس
- روهونك كودكس
- مخطوطة فوينيتش